# Provincia di Padova (Lombardo-Veneto)
La provincia di Padova era una provincia del Regno Lombardo-Veneto, esistita dal 1816 al 1866.
Capoluogo era la città di Padova.

## Storia
La provincia fu creata nel 1816 all'atto della costituzione del Regno Lombardo-Veneto, succedendo al dipartimento del Brenta di epoca napoleonica.

### Suddivisione amministrativa
La provincia era suddivisa in dodici distretti e centotré comuni:
- distretto I di Padova
  - Abano, Albignasego, Cadoneghe, Casal di Ser Ugo, Limena fuori, Maserà, Mestrino, Noventa, Padova, Ponte San Niccolò, Rubano, Saonara, Selvazzano Dentro, Vico d'Arzere, Vigonza
- distretto II di Mirano
  - Mirano interno, Pianiga, Santa Maria di Sala
- distretto III di Noale
  - Noale, Piombino, Salzano, Scorzè, Trebaseleghe, Zero Branco
- distretto IV di Campo Sampiero
  - Campo d'Arsego, Campo Sampiero, Loreggia, Massanzago, Sant'Eufemia[2], San Giorgio delle Pertiche, Santa Giustina in Colle, San Michele delle Badesse[3], Villa del Conte, Villanova
- distretto V di Piazzola di sopra
  - Campo Longo, Campo San Martino a sinistra, Curtarolo, Grantorto, Piazzola di sopra, San Giorgio in Bosco, Villa Franca
- distretto VI di Teolo in piano
  - Cervarese Santa Croce, Revolone in piano, Saccolongo, Teolo in piano, Torreglia in piano, Veggian, Vò in piano
- distretto VII di Battaglia
  - Arquà in piano, Battaglia, Carrara San Giorgio[4], Carrara Santo Stefano[4], Galzignano in piano, Pernumia
- distretto VIII di Montagnana
  - Casale, Castel Baldo, Masi, Megliadino di Fidenzo intiero[5], Megliadino San Vitale, Merlara, Montagnana, Saletto[5], Santa Margherita[5], Urbana
- distretto IX di Este
  - Baon di sopra in piano, Barbona, Carceri, Cinto in piano, Este, Lozzo in piano, Ospedaletto, Piacenza, Ponso, Sant'Elena, Sant'Urbano, Vescovana, Vighizzolo di là dal Fiume, Villa di Villa
- distretto X di Monselice
  - Boara, Monselice, Pozzo Novo, San Pietro Viminario, Solesino, Stanghella
- distretto XI di Conselve
  - Agna, Anguillara, Arre, Bagnoli di Sopra, Cartura, Conselve, Ponte Casale[6], Terrazza, Tribiano
- distretto XII di Piove
  - Arzer Grande, Bovolenta di sotto, Bruzene Chiesa, Codevigo, Correzzola, Legnaro dell'Abbà, Piove, Polverara, Pontelongo, Sant'Angelo

#### Variazioni
L'8 luglio 1818, la Notificazione 17497/1883 disponeva che la provincia di Vicenza cedesse a Padova il distretto di Noale in cambio del distretto di Cittadella.
Il 7 maggio 1853 il distretto di Noale veniva accorpato al distretto di Mirano, passando alla provincia di Venezia (con l'eccezione del comune di Zero Branco, assegnato alla provincia di Treviso); al contempo, a Padova tornava il distretto di Cittadella da Vicenza.

### Passaggio al Regno d'Italia (1866)
Nel 1866, in seguito alla terza guerra d'indipendenza, il Veneto fu annesso al Regno d'Italia, lasciando invariata la perimetrazione delle province, ordinate secondo le disposizioni del Decreto Rattazzi emanato nel 1859 dal governo sabaudo.